# Gibet d'Èze
Les vestiges des fourches patibulaires d’Èze se trouvent à l’ouest de la commune d’Èze, entre les toponymes évocateurs du Mont des Fourches et du Plateau de la Justice, à 565 mètres d’altitude.

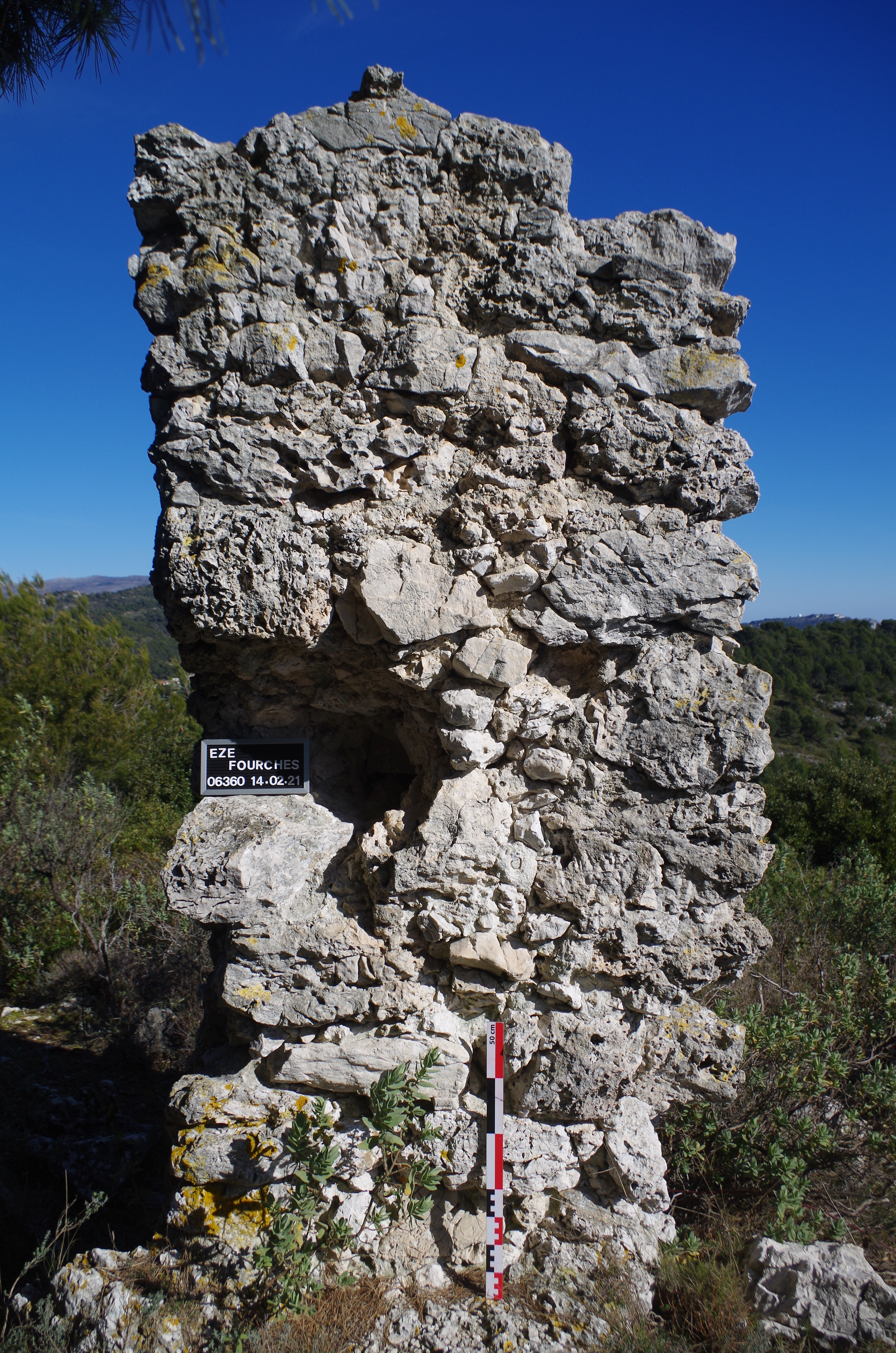
Pilier des fourches patibulaires d'Eze

## Historique
L’une des plus anciennes attestations cartographiques des fourches patibulaires d’Èze se trouve sur la Carte géométrique des frontières Est de la France de Pierre-Joseph de Bourcet où sont représentées des fourches à deux piliers nommées « Justice d’Eza ». Un génois accusé d’assassinat près de la chapelle Saint-Pierre (chapelle détruite sur le territoire de La Turbie) le 10 aout 1781 aurait été pendu aux fourches patibulaires d'Èze.

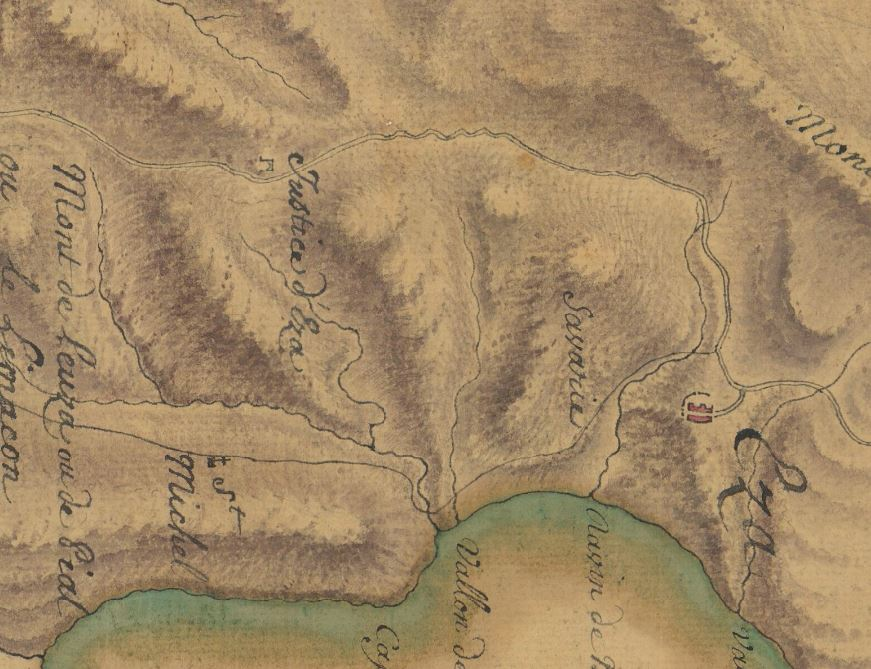
La « Justice d'Eze » sur une carte des « côtes de Provence, depuis l'embouch[u]re du Var jusqu'à la p[oin]te de Male » en 1788

## Description du site
Les fourches d’Èze ne conservent qu’un unique pilier. Raoul Barbès émet l’hypothèse que le deuxième pilier serait identifiable dans un amas de pierres situé à trois mètres du pilier conservé, mais, sans présence de mortier, cela ne peut se vérifier.
Le pilier encore en place est un carré irrégulier maçonné d’environ un mètre par un mètre, sur un affleurement rocheux qui ménage deux cavités, une au nord et une, plus petite, au sud, à la base de la structure. Il est conservé sur une hauteur maximale de 2,20 m.